# Cilleruelo de Abajo
Cilleruelo de Abajo ist ein Ort und eine Gemeinde (municipio) mit 209 Einwohnern (Stand: 2024) im Zentrum der Provinz Burgos in der Autonomen Gemeinschaft Kastilien und León. Cilleruelo de Abajo liegt in der Comarca Arlanza. Das hiesige Weinbaugebiet ist ebenfalls der Denomination Arlanza zugeordnet.

## Lage und Klima
Die Gemeinde Cilleruelo de Abajo liegt etwa 30 Kilometer südsüdwestlich der Provinzhauptstadt Burgos am Río Henar in einer Höhe von ca. 965 m. Das Klima ist gemäßigt bis warm; Regen (ca. 602 mm/Jahr) fällt übers Jahr verteilt.

## Sehenswürdigkeiten
- gotische Johannes-der-Täufer-Kirche (Iglesia San Juan Bautista)
- Einsiedelei San Miguel